# Kätkijärvet, Lappland
Kätkijärvet är en sjö i Kiruna kommun i Lappland och ingår i Torneälvens huvudavrinningsområde. Sjön har en area på 0,196 kvadratkilometer och ligger 729 meter över havet. Kätkijärvet ligger i Torne och Kalix älvsystem Natura 2000-område.

## Delavrinningsområde
Kätkijärvet ingår i det delavrinningsområde (763942-170074) som SMHI kallar för Inloppet i Vutnesj-Jaure. Medelhöjden är 736 meter över havet och ytan är 6,97 kvadratkilometer. Räknas de 3 avrinningsområdena uppströms in blir den ackumulerade arean 36,54 kvadratkilometer. Vutnesj-Jåkkå som avvattnar avrinningsområdet har biflödesordning 4, vilket innebär att vattnet flödar genom totalt 4 vattendrag innan det når havet efter 488 kilometer. Avrinningsområdet består mestadels av sankmarker (14 procent) och kalfjäll (78 procent). Avrinningsområdet har 0,53 kvadratkilometer vattenytor vilket ger det en sjöprocent på 7,5 procent.